# Nasaş Gençlik ve Spor Kulübü
Il Nasaş Gençlik ve Spor Kulübü, comunemente noto come Nasaş o Nasaşspor, era un club di pallacanestro turco con sede a İzmit, in Turchia. Il club ha partecipato alla Turkish Basketball League. Hanno giocato le partite casalinghe all'İzmit Atatürk Spor Salonu.

## Storia
Il Nasaşspor è stato fondato nel 1975, come sezione cestistica professionista del Nasaş Alüminyum Sanayii ve Ticaret A.Ş. (Nasaş Aluminium Industry and Trade Co.) che ha operato dal 1969 al 1993 come compagnia industriale.
Il 7 luglio 1993, a seguito delle cause intentate dalle banche creditrici, l'industria Nasaş fu costretta alla bancarotta; in questo modo il titolo sportivo del Nasaşspor fu rilevato dall'Ülkerspor